# Live Forever (melodifestivalsång)
"Live Forever", skriven av Thomas Thörnholm, Michael Clauss och Danne Attlerud, var Magnus Carlssons bidrag till den svenska Melodifestivalen 2007. Bidraget deltog i semifinalen i Örnsköldsvik den 17 februari 2007, och slutade på femte plats och slogs därmed ut.
"Live Forever" blev dock en stor hitlåt i Sverige under perioden efter Melodifestivalen 2007. Melodin testades på Svensktoppen, och tog sig in på listan den 11 mars 2007 och placerade sig på femte plats. Den låg på Svensktoppen i sammanlagt sex veckor, med tredjeplats som bästa placering. Den låg också på Trackslistan.
Under Melodifestivalen 2012 var låten med i "Tredje chansen".

## Singeln
Den 5 mars 2007 gavs maxisingeln "Live Forever" ut. Den låg också på albumet Live Forever – The Album.

## Låtlista
1. Live Forever (originalversion)
2. Siempre as tu lado (spanskspråkig version)
3. J'ai vivrai (franskspråkig version)
4. Live Forever (Soundfactory Radio Edit)
5. Live Forever (Soundfactory Eternal Club Mix)
6. Live Forevef (Soundfactory Damnation Club Mix)

## Listplaceringar
| Lista (2007) | Topplacering |
| ------------ | ------------ |
| Sverige      | 3            |